# Fosfato de manganeso (II)
El fosfato de manganeso (II) es un compuesto inorgánico con la fórmula química Mn
3(PO
4)
2. Tiene importancia industrial como constituyente de los revestimientos de conversión de fosfato a base de manganeso.

## Formación
Los fosfatos de manganeso a menudo se combinan con fosfatos de hierro a través de paragénesis. En el proceso de paragénesis, cada mineral afecta a la forma en que cristaliza el otro. Los minerales se combinan en series isomórficas, lo que significa que cristalizan en formas similares, produciendo una secuencia de sólidos. Algunos ejemplos de «series isomórficas» formadas por Mn y Fe incluyen heterosita (Fe,Mn)PO4, purpurita (Mn,Fe)PO4, y triplita (Mn,Fe)PO4.

## Tratamiento
El método de inmersión se utiliza para procesar revestimientos de fosfato de manganeso. Los pasos del proceso incluyen desengrasado y limpieza, aclarados con agua, decapado en ácido sulfúrico, partición, fosfatado de manganeso, secado en aire opcional y lubricación mediante aceites o emulsión. El primer paso consiste en desengrasar y limpiar con normalidad con limpiadores alcalinos fuertes. El decapado en ácido sulfúrico es un proceso útil que elimina el óxido y da como resultado una superficie limpia.  
La activación del preenjuague con agua permite que la limpieza y el decapado se lleven a cabo evitando la formación de fosfato cristalino grueso. El fosfatado del manganeso se realiza, normalmente, en un baño de ácido fosfórico diluido que está a aproximadamente 95 °C (203 °F) durante unos 5-20 minutos (el tiempo varía según el estado de la superficie que se recubre). A continuación, los elementos recubiertos se dejan secar, posiblemente en un horno. 
El último paso del recubrimiento con fosfato de manganeso consiste en lubricar los materiales con aceite sumergiéndolos en el baño de aceite y dejándolos escurrir. Esto da lugar a diferentes espesores de aceite cuando se utilizan diferentes concentraciones y tipos de aceite. 
El fosfato de manganeso también puede utilizarse para revestimientos (que se procesan como se ha descrito anteriormente). Estos revestimientos son útiles para la protección contra la corrosión y el desgaste con el paso del tiempo, debido a su resistencia. Los revestimientos de fosfato de manganeso suelen encontrarse en la industria del petróleo y el gas, en la de armas de fuego y artillería, en la aeroespacial, en engranajes y cojinetes, y en equipos militares. También se encuentran en motores, tornillos, tuercas, pernos y arandelas.